# Pinheirinho (Curitiba)
Pinheirinho é um bairro da região sul da cidade brasileira de Curitiba, Paraná.
Trata-se de um dos principais centros de comércio popular da zona sul da cidade, especialmente na avenida Winston Churchill, principal via do bairro. De acordo com o IPPUC e Prefeitura Municipal de Curitiba, a população, em geral, é de classe média.

## História
A Fazenda Pinheirinho localizava-se numa região que era conhecida, no começo do século XIX, como Capão do Alto, formada por campos e capões, cortados por pequenos arroios, e com a presença esparsa de pinheiros (de onde viria a tirar o seu nome). O bairro Pinheirinho, formado, no passado, por várias fazendas de gado, era chamado pelo nome "Capão dos Porcos" devido à grande criação desses animais, que passavam todos os dias pela atual via rápida, antigamente rua Olho D’água. A Avenida Winston Churchill, sua principal via de acesso, era conhecida como "Carrerão dos Pretos".

## Aspectos Fisicos
Ponto inicial na confluência da Marginal da BR-116 com a divisa do Jardim Urbano, Arroio Pinheirinho, Ribeirão dos Padilhas, Arroio Cercado, divisa Sul da Vila Santo Antonio, Rua Nicola Pelanda, divisa Sul do Jardim San Carlo, Ribeirão Passo dos
França, Marginal da BR-116, Estrada sem nome (divisa Ministério Do Exército), Ribeirão Passo dos França, Córrego Capão Raso,
Arroio sem nome, Ruas Olindo Sequinel, André Ferreira Barbosa, Francisco Raitani, Ipiranga, Marginal da BR-116, até o ponto
inicial.